# Mariette Hansson
Mariette Petra Carola Hansson (Harplinge, 23 januari 1983), ook bekend als MaryJet of gewoonweg Mariette, is een Zweeds zangeres.

## Biografie
Hansson deed in 1999 mee aan het programma "Sikta mot stjärnorna", de Zweedse preselectie voor de Europese variant van de Soundmixshow, met een imitatie van Amanda Marshall. In 2009 verscheen Hansson in de Zweedse versie van Idols bij TV4. In 2014 toerde ze samen met de Zweedse zangeres Ace Wilder.
In 2015 deed Hansson met het nummer Don't stop believing mee aan Melodifestivalen, de Zweedse preselectie voor het Eurovisiesongfestival. Ze behaalde een derde plaats, niet genoeg om haar land op het festival te mogen vertegenwoordigen. Wel mocht Hansson dat jaar de Zweedse punten voorlezen. Twee jaar later probeerde ze het opnieuw, ditmaal met het nummer A million years. Ditmaal behaalde ze bij Melodifestivalen een vierde plaats. Later in 2017 won ze met haar nummer wel de OGAE Second Chance Contest. In 2018 waagde ze een nieuwe kans met het nummer For you. Dit keer werd Hansson in de finale vijfde.
In 2023 deed ze mee met het nummer One Day, waarmee ze als achtste eindigde in de finale.
- International Standard Name Identifier: 0000 0001 3006 8901
- MusicBrainz: 87c527b5-40c1-4066-9ec2-9e92ee6fc313